# Казахфилм
Казахфилм (рус. Казахфильм, каз. Қазақфильм) је филмска компанија совјетском Казахстану основана 1934. године. Представља најстарију филмску компанију у независном Казахстану данас.
Први филм из тог студија је „Амангељди” (рус. Амангельды, каз. Аманкелді) из 1938. године.